# Komasten-Gruppe
Die Komasten-Gruppe war eine Künstlergruppe attischer Vasenmaler des Schwarzfigurigen Stils. Die Werke ihrer Mitglieder werden in die Zeit zwischen 585 und 570/60 v. Chr. datiert.
Die Künstler der Komasten-Gruppe gelten als Nachfolger des Gorgo-Malers. Die beiden bedeutendsten Vertreter der Gruppe waren der KX-Maler und der etwas später zu datierende KY-Maler. Sie bemalten neue oder für die Vasenmaler Athens neue Vasentypen. Besonders häufig verzierten sie Kothone und Lekanen. Aus Korinth, der damals noch bedeutendsten Metropole der griechischen Vasenmalerei, übernahmen sie die Komastenschalen und Skyphoi. Letztere wurden als Kotyle bezeichnet. Vom KY-Maler wurde nicht wie lange angenommen der Kolonettenkrater eingeführt, sondern dem etwa zeitgleich aktiven Sophilos. Ein weiterer Schalentyp, der zu dieser Zeit besonders beliebt wird, ist der Kantharos. Aus Korinth übernahmen die Maler auch die Darstellungen von Komasten, nach denen die Gruppe auch ihren Notnamen bekam. Es ist auch das wichtigste Bildthema der Gruppe. Mit der Darstellung der Komastenszenen konnten die attischen Maler erstmals das künstlerische Niveau der durchschnittlichen korinthischen Vasen erreichen. Malte der ältere KX-Maler noch überwiegend Tierdarstellungen und nur vereinzelte Komastenszenen, wird das Motiv beim KY-Maler und weiteren, schlechteren Malern der Gruppe zum Standard. Unklar ist, inwieweit die Maler der Gruppe wirklich zusammengehörten. Möglich ist, dass sie alle zur selben Töpferwerkstatt gehörten. Die Gruppe beeinflusste mit ihrer Malerei andere attische Vasenmaler, die ihr nachfolgten, darunter auch den Heidelberg-Maler.
Arbeiten der Komasten-Gruppe wurden nicht nur in Attika gefunden, sondern waren offenbar einer der ersten Exportschlager der attischen Keramik. Man fand Vasen und Fragmente unter anderem in Naukratis, Rhodos, Mittelitalien und Tarent und sogar in Korinth.